# 南山大学人類学博物館
南山大学人類学博物館（なんざんだいがく じんるいがくはくぶつかん）は愛知県名古屋市昭和区の南山大学構内にある大学博物館。
南山大学の教育・研究への寄与ないし学術情報の発信を目的として運営されており、人類の歴史と文化に関係する資料を収集・保存・調査研究している。
＜For Everyone's Curiosities　全ての人の好奇心のために＞を合言葉に、誰もが楽しめる「ユニバーサル・ミュージアム」を標榜しており、ほぼすべての展示資料にさわることができる。また、多言語や点字による解説を取り入れている。

## 沿革
1949年（昭和24年）、南山大学人類学民俗学研究所の付属陳列室として昭和区五軒家町に設置。1958年（昭和33年）には千葉県市川市にあった考古学研究所が解体されたことに伴って、研究所の収蔵品の一部が移管された。
1964年（昭和39年）、大学キャンパスの移転に伴って研究所と別個に置かれる事となり、図書館の地下1階に移転、1973年（昭和48年）には地下3階に改めて移された。なお、この間の1967年（昭和42年）には文部省から「博物館相当施設」としての指定を受けている。
1979年（昭和54年）、人類学研究所から分離独立。人類学博物館と名称を改め、1983年（昭和58年）に図書館からG棟に移転。2012年（平成24年）5月、移転準備のため一時閉館したのち、2013年（平成25年）10月にR棟地下に移転した。

## 展示室
人類学博物館の展示室では、時代や地域別ではなく、収集過程別に資料を展示している。常設展示スペースには、4つの展示カテゴリーがある。

### 信仰と研究
南山大学の母体となる「神言会」に所属していた神父によって収集された資料群。
- J・マリンガー神父によって収集された、ヨーロッパの旧石器時代の石器（通称：マリンガー・コレクション）。
- G・グロート神父によって収集された、縄文時代の考古資料（通称：グロート・コレクション）。

### 南山大学の人類学・考古学研究
南山大学所属の教職員や学生の調査・研究によって収集された資料群。
- 昭和60年代に「南山大学東ニューギニア調査団」によって収集された、パプアニューギニアの民族誌資料。
- 名古屋市熱田区の高蔵遺跡・同市瑞穂区の瑞穂遺跡出土の弥生時代の考古資料。

### 南山に託す
他の機関からの寄贈による資料群。
- 埼玉県鶴ヶ島市から分割寄贈された、オセアニアの美術造形品（通称：今泉コレクション）。
- 昭和60年代後半から70年代はじめにかけて上智大学の調査団によって収集された、タイ北部の民族誌資料。
- 郷土史家らによって収集された、大須二子山古墳出土の古墳時代の考古資料。

### 昭和のカタログ
白黒テレビや氷冷蔵庫など、昭和30から40年代のくらしの品々。

## 利用案内
- 入館料：無料
- 開館時間：月曜日から土曜日、10:00〜16:30
- 休館日：日･祝日・大学の事務休日、毎月最終水曜13時以降、大学入試期間

## アクセス
- 名古屋市営地下鉄
  - 名城線 - 八事日赤駅 1番出口から徒歩で約8分。
  - 鶴舞線 - いりなか駅 1番出口から徒歩で約15分。